# William James Fitzgerald
William James Fitzgerald (* 1. November 1861 in Monroe, Wisconsin; † 17. Dezember 1937 in San Diego, Kalifornien) war ein US-amerikanischer Politiker. Zwischen 1907 und 1911 war er Vizegouverneur des Bundesstaates Kansas.

## Werdegang
William Fitzgerald besuchte das Lombard College in Galesburg (Illinois). Anschließend war er in Illinois und Iowa als Lehrer tätig. Im Jahr 1883 kam er nach Kansas, wo er sich nach einem kurzen Zwischenaufenthalt im Meade County in Dodge City niederließ. Für zwei Monate arbeitete er dort auch als Lehrer. Dann baute er sich eine Existenz in der Landwirtschaft auf. Er gründete eine Ranch und erwarb er dann noch eine weitere. Neben der klassischen Viehzucht züchtete er auch Pferde. Politisch schloss er sich der Republikanischen Partei an. Er saß im Gemeinderat und im Bildungsausschuss von Dodge City. Für einige Zeit war er auch kommissarischer Bürgermeister dieser Stadt. 1894 wurde er in das Repräsentantenhaus von Kansas gewählt, wo er Mitglied im Steuerausschuss und Vorsitzender eines Unterausschusses wurde. Bis 1897 blieb er Abgeordneter im Staatsparlament.
1906 wurde Fitzgerald an der Seite von Edward W. Hoch zum Vizegouverneur von Kansas gewählt. Dieses Amt bekleidete er nach einer Wiederwahl zwischen dem 14. Januar 1907 und dem 9. Januar 1911. Dabei war er Stellvertreter des Gouverneurs. Seit 1909 diente er unter dem neuen Gouverneur Walter R. Stubbs. Nach dem Ende seiner Zeit als Vizegouverneur setzte Fitzgerald seine früheren Tätigkeiten fort. Er blieb auch weiterhin der Politik verbunden und war Delegierter zu verschiedenen republikanischen Bezirks- und Staatsparteitagen. Vier Jahre lang war er Stadtkämmerer (Finance Commissioner) von Dodge City. In dieser Zeit wurde der Ausbau der dortigen Wasserversorgung, des Abwassersystems und der Straßenasphaltierung finanziert und verwirklicht. Das Todesdatum und der Sterbeort von William Fitzgerald sind nicht überliefert. Er muss aber nach 1919 gestorben sein. Die unten aufgeführte Online Biographie ist 1919 erschienen. Zu diesem Zeitpunkt war er noch am Leben. 